# Міланкович (марсіанський кратер)
Міланкович (англ. Milankovič; серб. Миланковић) — кратер у квадранглі Diacria на Марсі. Діаметр ≈ 118 км. Він розташований на 54,7° північної широти й 146.7° західної довготи. Кратер легко побачити на знімках Марса, бо він сам-один лежить у Великій Північній рівнині на північ від гори Олімп. Його названо 1973 року на честь М. Міланковича.

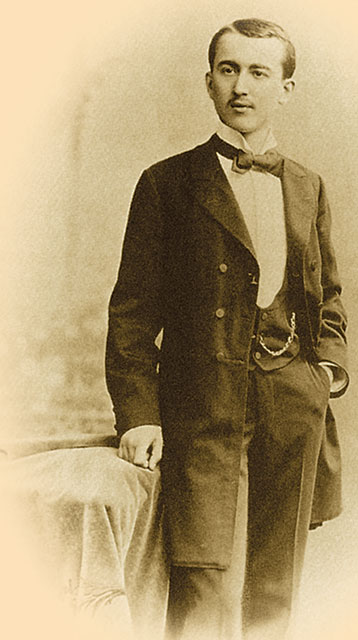
Мілутін Міланкович — сербський цивільний інженер, кліматолог, геофізик, астроном, математик і письменник-фантаст, академік Сербської академії наук і мистецтв.
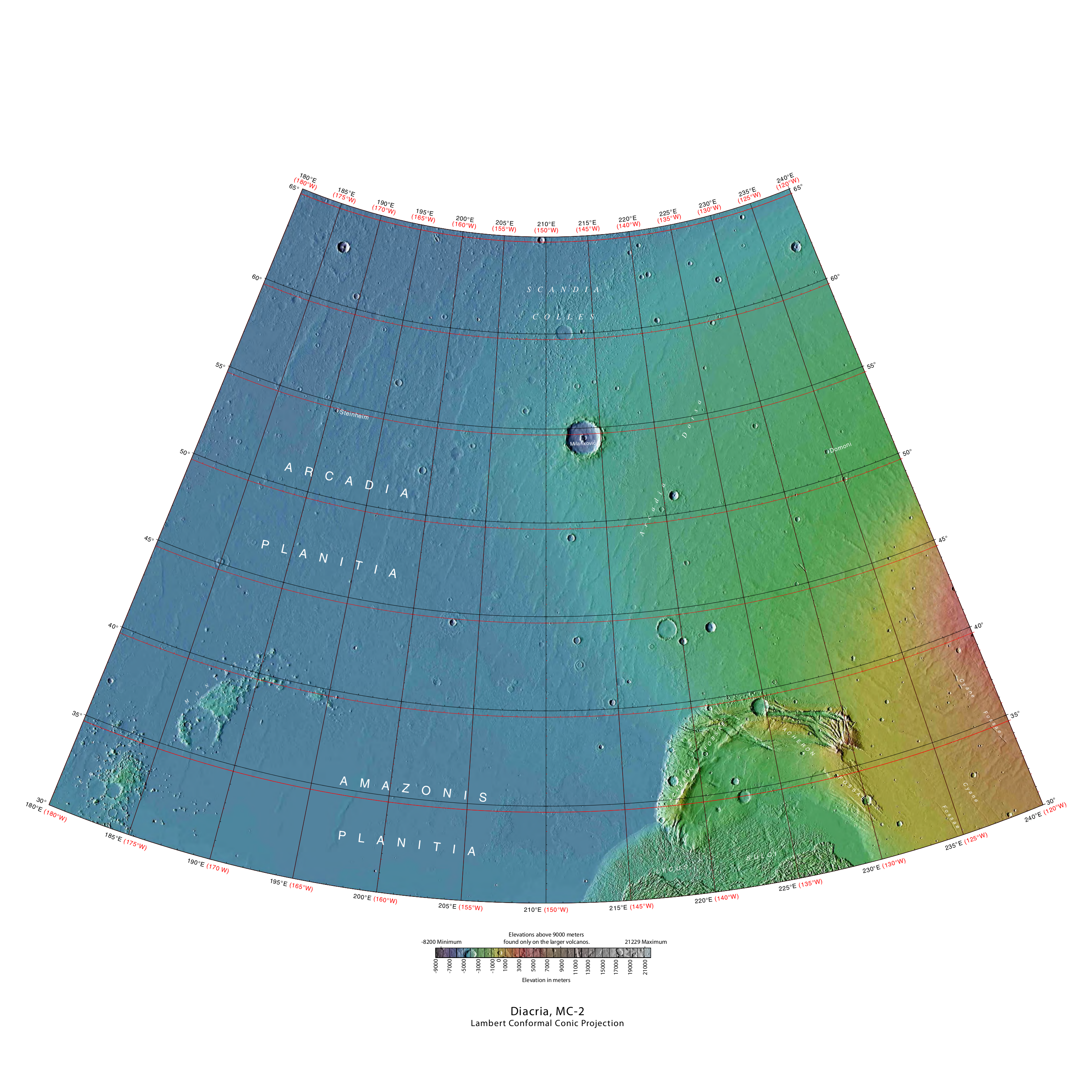
Квадрангл Diacria.
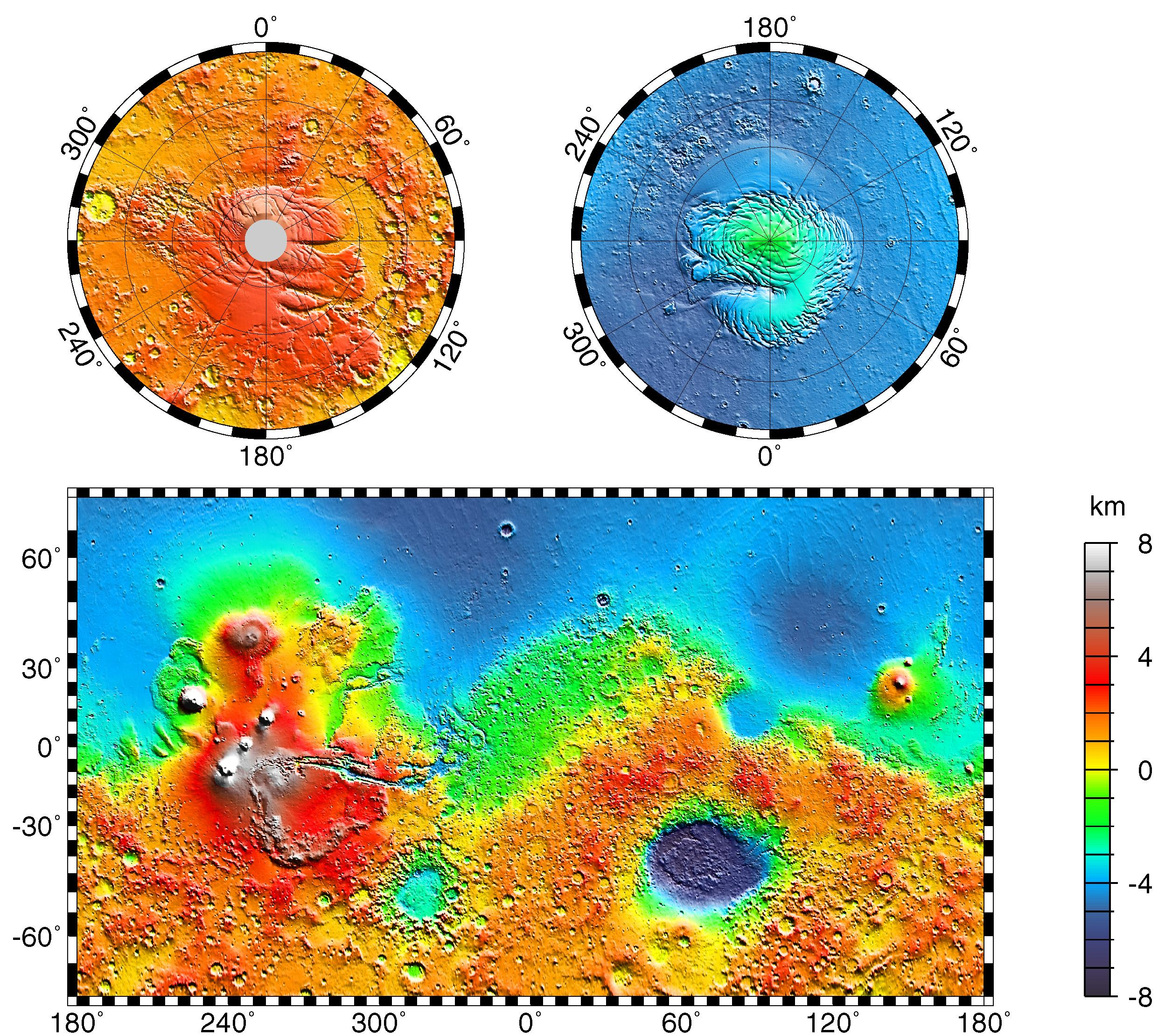
Велика Північна рівнина.
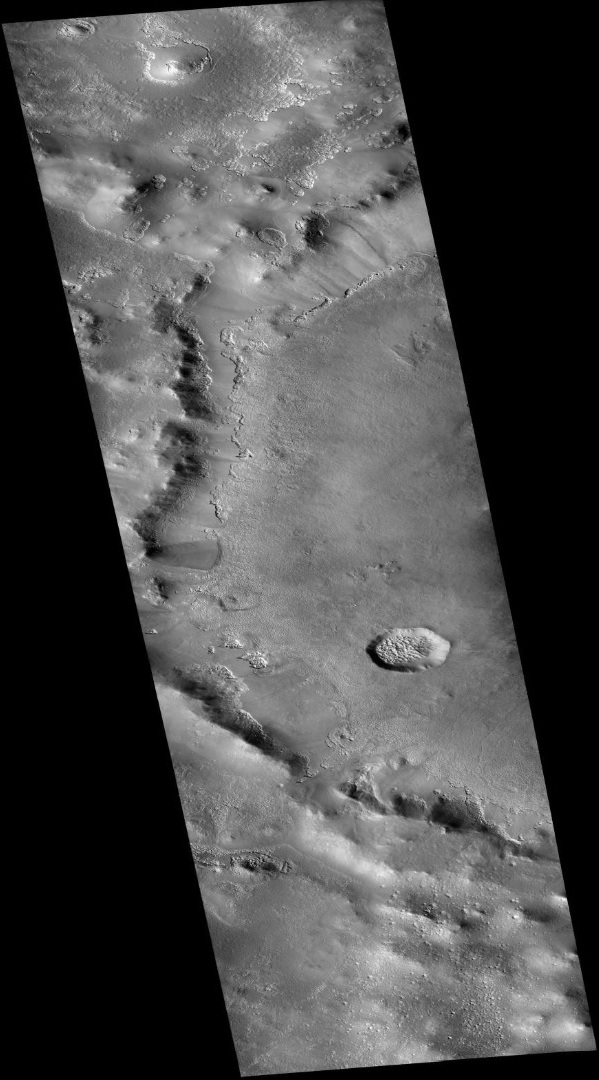
Кратер Міланковича, знятий камерою CTX.
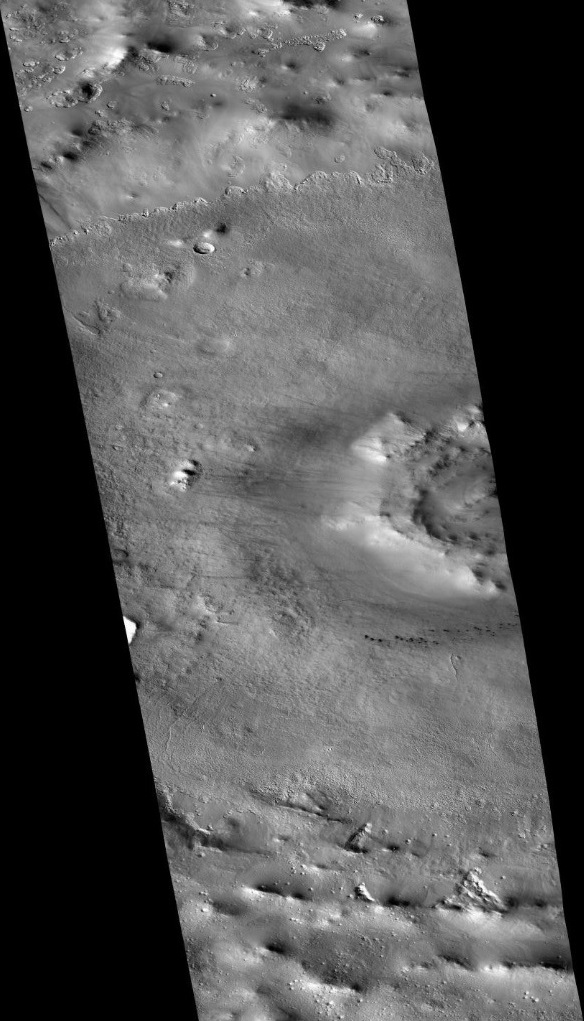
Кратер Міланковича, знятий камерою CTX.
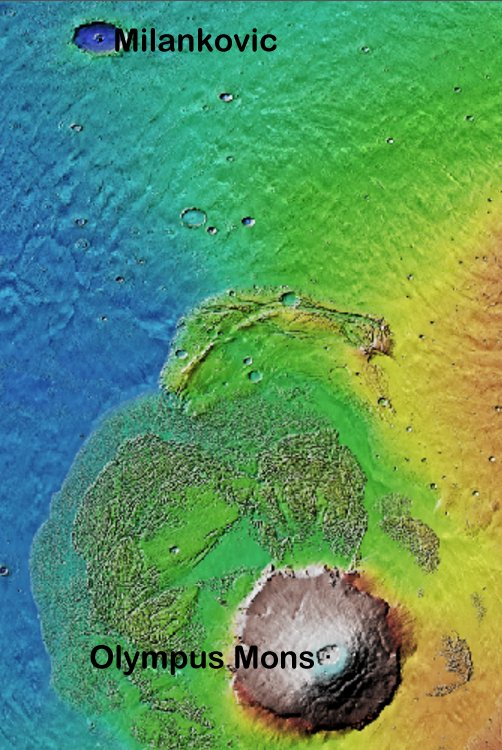
Положення кратера Міланковича відносно гори Олімпа.

## Виявлені льодовикові шари
На думку дослідників, заглибини в кратері є водяною кригою, яка покриває полюс. Вісім таких ділянок, де крига перебуває близько до поверхні, було знайдено, але кратер Міланковича єдиний, що лежить у північній півкулі. 

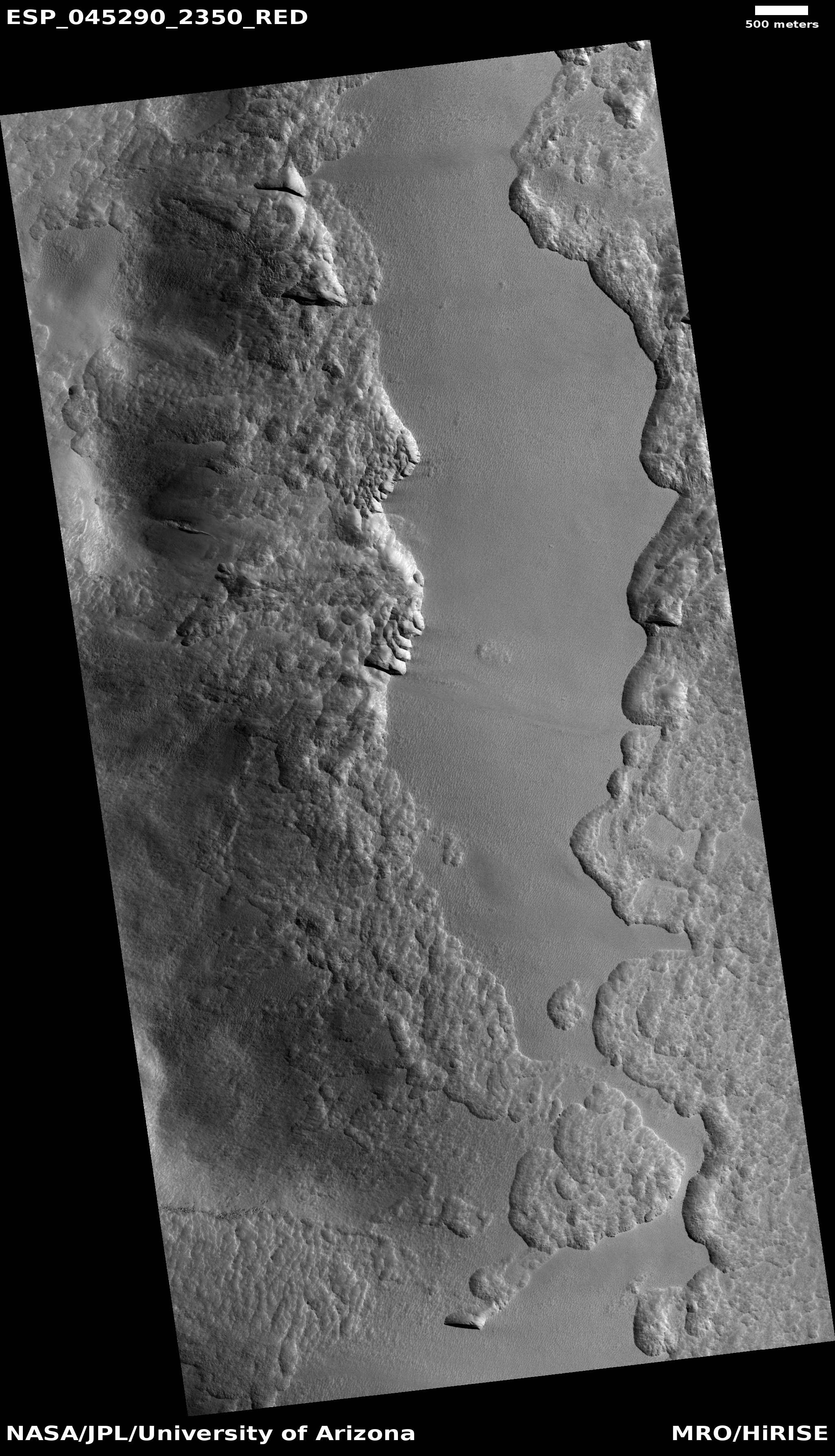
Частина кратера Міланковича, знята HiRISE. На схилах видно кригу.
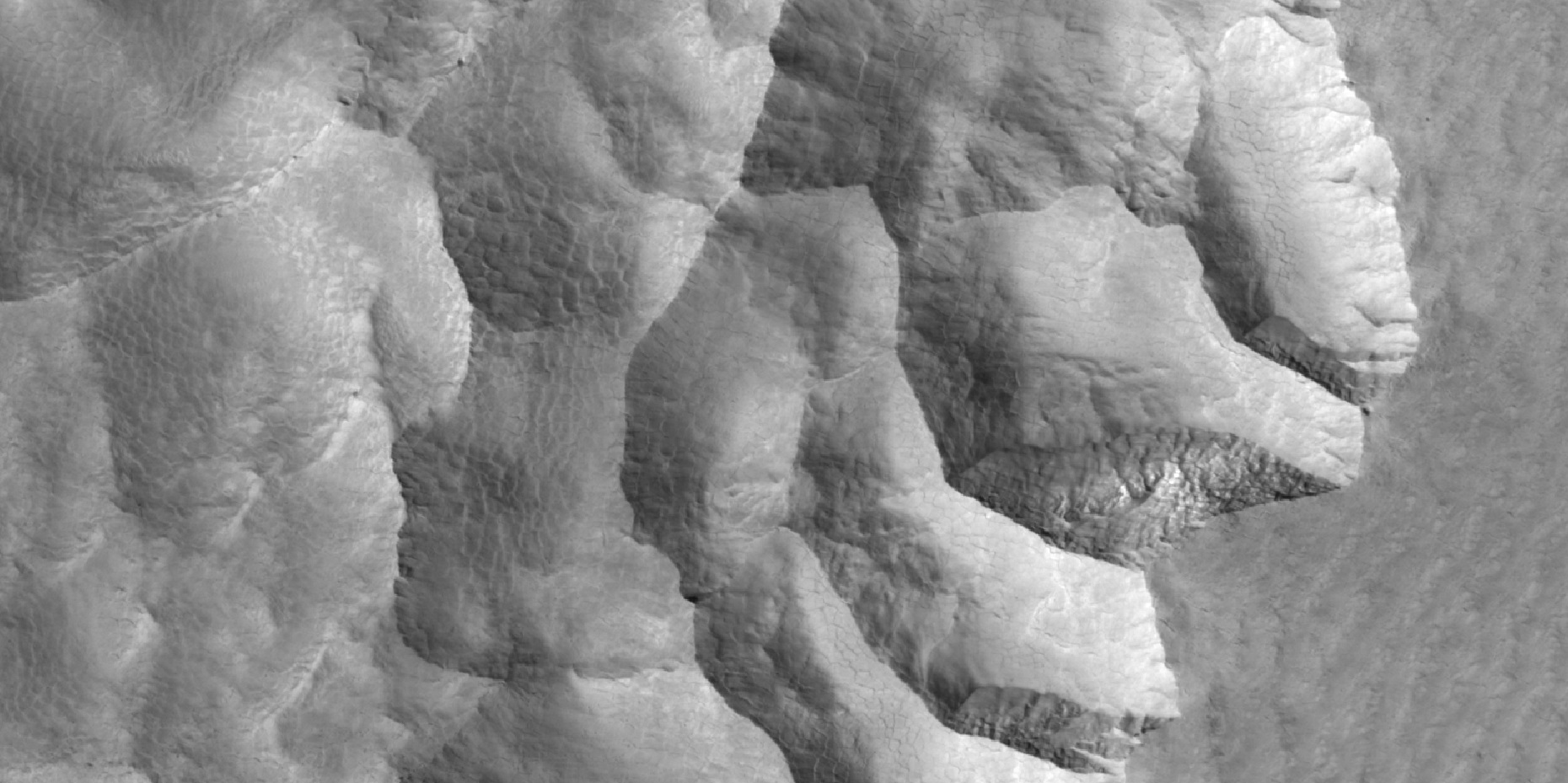
Наближений знімок, зроблений HiRISE, де на схилах добре видно виступи льоду.
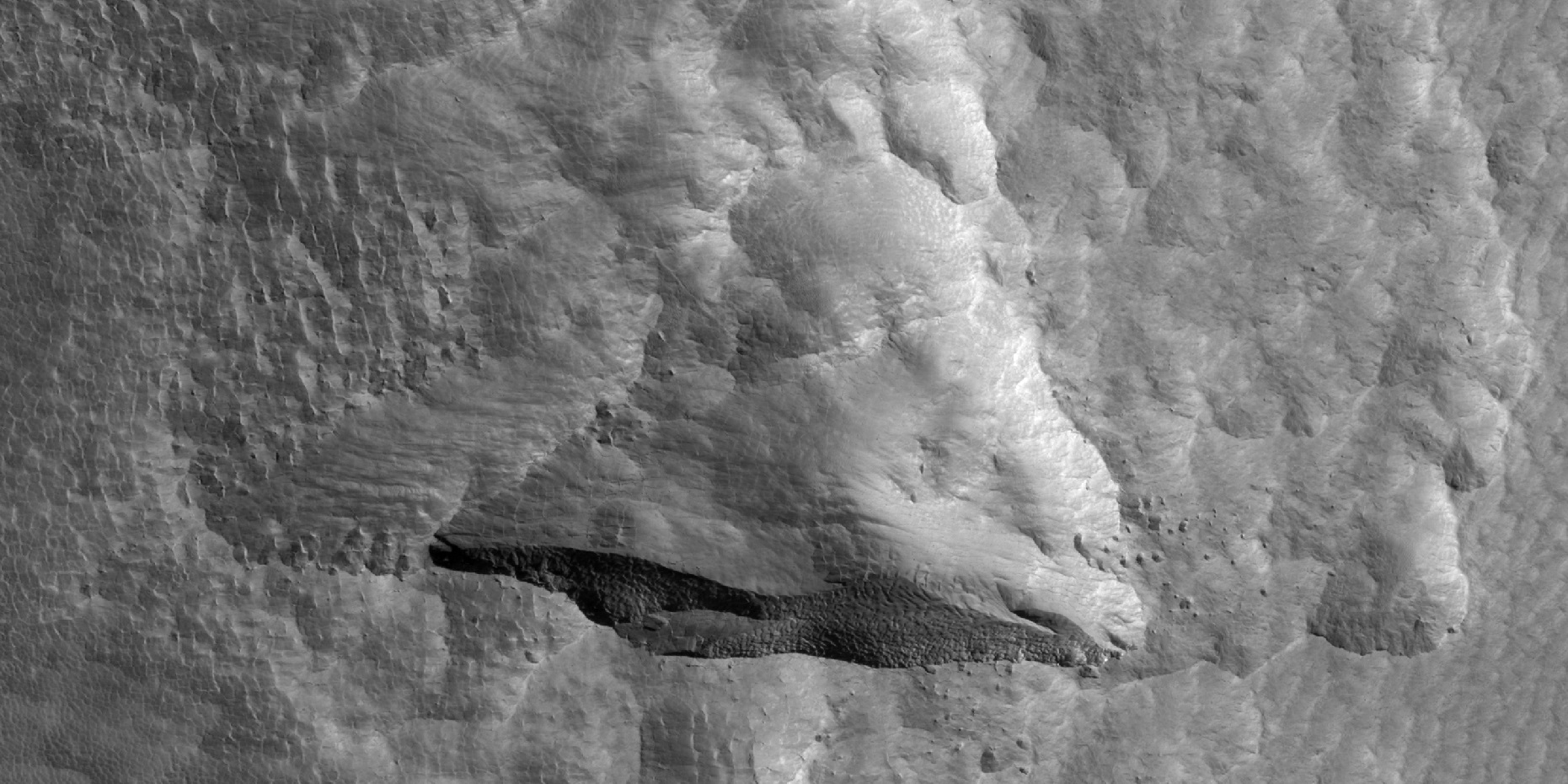
Шари льоду вкривають кратера Міланковича й місцину довкола.
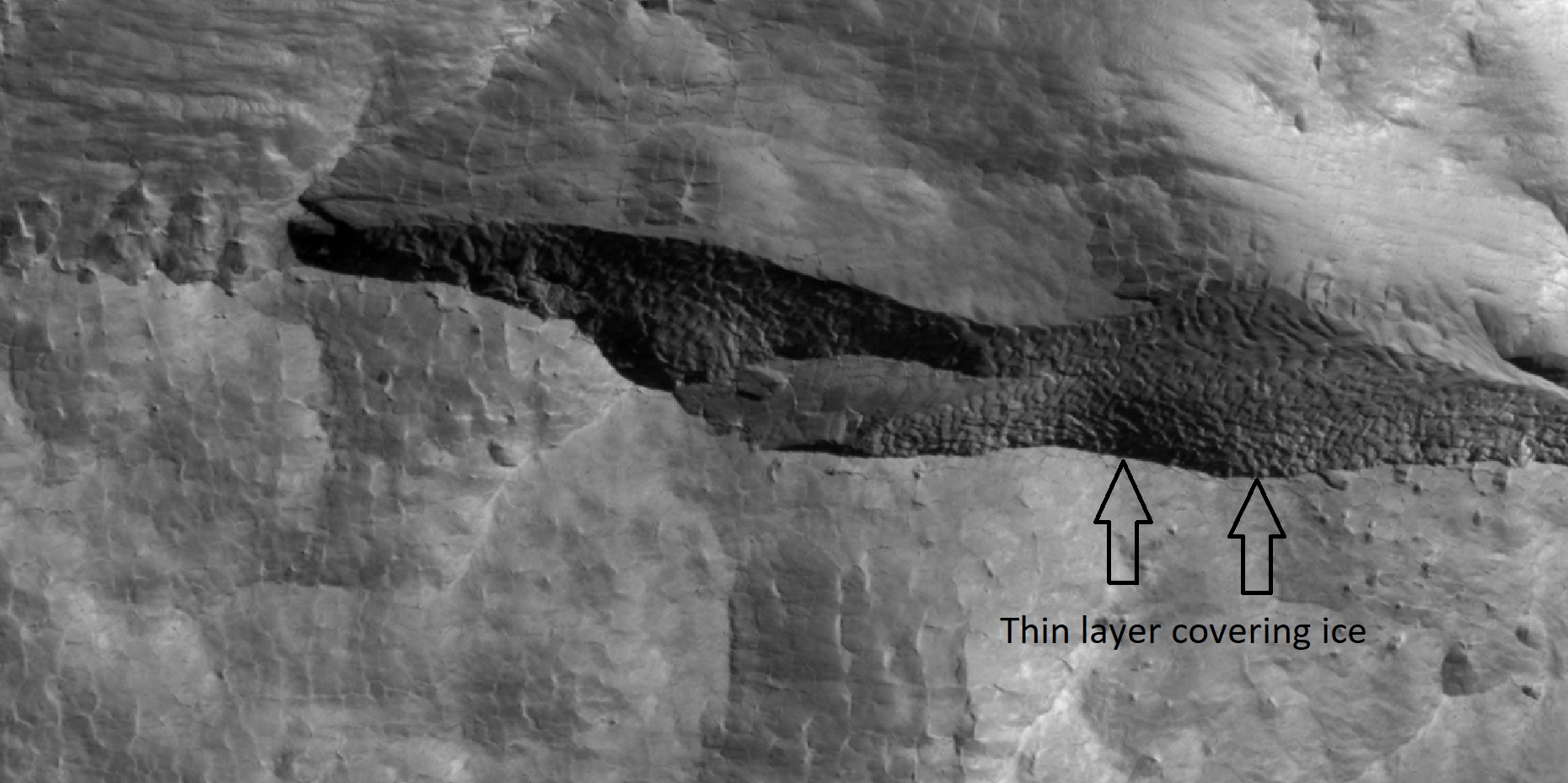
Наближений знімок, зроблений HiRISE, де шари ґрунту, які, імовірно, приховують кригу, дуже тонкі, 1-2 метри завтовщки.